# Kusín
Kusín est un village de Slovaquie situé dans la région de Košice.

## Histoire
Première mention écrite du village en 1418.

## Démographie

### Évolution de la population
| Année:               | 1994. | 2004.   | 2014.   | 2024.   |
| -------------------- | ----- | ------- | ------- | ------- |
| Nombre de personnes: | 362   | 363     | 338     | 355     |
| Différence:          |       | +0,27 % | -6,88 % | +5,02 % |

| Année:               | 2023. | 2024.   |
| -------------------- | ----- | ------- |
| Nombre de personnes: | 364   | 355     |
| Différence:          |       | -2,47 % |

## Politique
| Nom            | Parti politique | Date de l'élection | Fin du mandat |
| -------------- | --------------- | ------------------ | ------------- |
| Vladimír Bučko | KDH             | 02.12.2006         | Déc. 2010     |